# Norfolkterriër
De Norfolkterriër is een van de kleinste kortbenige terriërs. Oorspronkelijk zijn ze gebruikt voor de jacht om ondergronds wild op te sporen, tegenwoordig is het een familiehond, die ook in een gezin met (kleine) kinderen en andere huisdieren te houden is.

## Geschiedenis
Men is het er niet over eens of kolonel Vaughan uit Ierland of de heer Hopkins uit Engeland dit ras heeft ontwikkeld. Feit is dat kolonel Vaughan rond 1860 jaagde met een meute kleine rode terriërs, ontwikkeld uit de Ierse Terriër. Later werden nog meer rassen met deze kleine terriër gekruist, waaronder kleine exemplaren van andere kortbenige terriërs. Door deze kruisingen ontstonden er exemplaren met hangende oren en staande oren. De fokkers coupeerden meestal de oren van de
hondjes met hangende oren.
Rond 1870 was dit ras voor het eerst te zien op tentoonstellingen. Ze waren zeer geliefd bij studenten uit Cambridge door hun sportieve en intelligente karakter en niet op de laatste plaats omdat ze zo klein waren. Het houden van huisdieren was soms verboden, maar men kon deze hondjes onder een jas ongezien meenemen naar hun "studentenhok". In 1964 kwam er een onafhankelijke status voor de terriërs met staande oren, de Norwichterriër, terwijl de terriërs met hangende oren Norfolkterriër genoemd werden. Sinds 1974 wordt de Norfolkterriër ook in Nederland gefokt. Dit ras is nog niet bedorven, vermoedelijk omdat het - evenals de Norwichterriër - mogelijk tegen de verwachting in nooit bijzonder populair is geworden. In Nederland zijn er rond de 500 Norfolkterriërs geregistreerd.

## Het houden van een Norfolkterriër
Norfolks zijn dol op wandelen en andere uitjes. Het levendige karakter en uithoudingsvermogen van hun voorouders zijn goed bewaard gebleven. Als ze iets interessants zien, dan kunnen ze ernaartoe rennen. De vacht is hard en draadharig en komt voor in alle kleuren rood, tarwe en 'black and tan'. Vergeleken met andere rassen heeft de Norfolk een makkelijke vacht. Behalve een regelmatige borstelbeurt hebben ze niet veel verzorging nodig en ze zullen dan niet verharen. Afhankelijk van de vachtkwaliteit moeten ze wel 2 à 3 keer per jaar geplukt worden. Ze kunnen behoorlijk oud worden, leeftijden van 13 of 14 jaar zijn geen uitzondering. Er is in Nederland een door de Raad van Beheer erkende rasvereniging: de Norfolk Terriër Club Nederland (NTCN).

## Rasstandaard
De Norfolk is de kleinste kortbenige terriër met een schouderhoogte van ongeveer 26 centimeter en weegt gemiddeld 6 à 7 kilogram. Het is een compacte, vierkante hond die beslist geen lange indruk mag maken. Hij heeft een korte, sterke rug en zware botten. Het hoofd is breed van schedel met een korte, brede neusrug en een scharend gebit met grote tanden en kiezen. De oren worden hangend gedragen en de ogen zijn ovaal gevormd, donker van kleur met een alerte uitdrukking. De staart is hoog aangezet. Het gangwerk is krachtig en soepel. De classificatie volgens de FCI is Groep 3, sectie 2, nr. 272.
Voor meer bijzonderheden: zie de link naar de FCI-standaard hieronder.